# Spantik-Sosbun-Berge
Die Spantik-Sosbun-Berge sind eine Bergkette des Karakorum in der autonomen Region Gilgit-Baltistan in Pakistan. 
Sie zählen zum sogenannten „Kleinen Karakorum“ und liegen jenseits großer Gletscher südlich der Karakorum-Hauptkette. Der höchste Berg ist der Spantik mit 7027 m und der weitere Namensgeber der Berggruppe ist der Sosbun Brakk mit 6413 m Höhe.
Die Spantik-Sosbun-Berge bilden einen schmalen Gebirgszug, der ungefähr 120 km lang ist und ungefähr in Richtung Ost-West verläuft. Im Norden grenzt die Bergkette an Hispar- und Biafogletscher, auf deren Nord- bzw. Ostseiten sich das Hispar Muztagh und das Panmah Muztagh erheben. Im Südwesten trennen der Barpugletscher (Abfluss nach Westen) und der lange Chogolungma-Gletscher (Abfluss nach Osten) die Spantik-Sosbun-Berge von den Rakaposhi-Haramosh-Bergen ab. Der Polan La, ein Sattel mit einer Scheitelhöhe von 5840 m, trennt den Barpu- vom Chogolungma-Gletscher. Er ist die niedrigste Scharte im Verbindungsgrat der Berge Spantik und Malubiting. Im Südosten trennt der Fluss Braldu als Abfluss von Baltoro-, Panmah- und Biafogletscher die Spantik-Sosbun-Berge von der Mango-Gusor-Gruppe, dem westlichen Ausläufer der Masherbrum-Berge.